# Rue La Quintinie
La rue La Quintinie est une voie du 15e arrondissement de Paris, en France.

## Situation et accès
La rue La Quintinie est une voie publique située dans le 15e arrondissement de Paris. Elle débute au 18, rue Bargue et se termine au 31, rue d'Alleray.

## Origine du nom
Cette voie porte le nom de l’agronome français Jean-Baptiste de La Quintinie (1626-1688), créateur du potager du Roi à Versailles.

## Historique
Cette voie semble être un tronçon d'un ancien chemin qui partait de la rue de Vaugirard, à la hauteur de la rue Dalou et aboutissait au chemin des Glaises, à Issy-les-Moulineaux. La rue de Dantzig faisait partie de ce chemin qui était indiqué sur le plan de Roussel de 1730.
La partie située entre les rues de la Procession et d'Alleray a porté le nom de « petite rue de la Procession ».
La première section de cette voie prend sa dénomination actuelle le 24 août 1864 et la seconde section le 20 juillet 1868. 

## Bâtiments remarquables et lieux de mémoire
- No 24 : à cette adresse un atelier de céramique est en activité à la fin du XIXe siècle et au début du XXe siècle[1].
- No 35 : après l'arrivée au printemps 1919 à Bordeaux du premier envoi de Coca-Cola vers la France, c'est dans des entrepôts à cette adresse que la firme s'implante à Paris le 11 juillet 1919[2].